# Hotel Transylvania: Transformania
Hotel Transylvania: Transformania (Nederlandse titel: Hotel Transsylvanië op z'n kop) is een Amerikaanse computer-geanimeerde komische avonturenfilm uit 2022, geregisseerd door Derek Drymon en Jennifer Kluska. De film is geproduceerd door Columbia Pictures en Sony Pictures Animation en uitgebracht door Amazon Studios. De film is het vierde en laatste deel in de Hotel Transylvania-franchise en het vervolg op Hotel Transylvania 3: Summer Vacation uit 2018.

## Verhaal
In het vierde deel viert het hotel zijn 125e verjaardag, waarop Graaf Dracula zich wil terugtrekken en het hotel overlaat aan zijn dochter Mavis en haar partner Jonathan "Johnny" Loughran. Johnny probeert zelfs een afscheidsfeestje naar Dracula te brengen, maar dat mislukt. Johnny krijgt dan het gevoel terug dat Dracula hem nooit leuk zal vinden, omdat hij gewoon een mens is tussen de monsters.

## Rolverdeling
| Personage                  | Engelstalige stem  | Nederlandstalige stem |
| -------------------------- | ------------------ | --------------------- |
| Jonathan "Johnny" Loughran | Andy Samberg       | Joey Schalker         |
| Mavis Dracula              | Selena Gomez       | Liza Sips             |
| Ericka Van Helsing         | Kathryn Hahn       | Ilse Warringa         |
| Abraham van Helsing        | Jim Gaffigan       | Paul Groot            |
| Wayne                      | Steve Buscemi      | Tony Neef             |
| Wanda                      | Molly Shannon      | Jannemien Cnossen     |
| Griffin                    | David Spade        | Edward Reekers        |
| Murray                     | Keegan-Michael Key | Fernando Halman       |
| Graaf Dracula              | Brian Hull         | Charly Luske          |
| Eunice                     | Fran Drescher      | Marjolein Spijkers    |
| Frankenstein               | Brad Abrell        | Marcel Jonker         |
| Dennis                     | Asher Blinkoff     | Hidde Petiet          |
| Winnie                     | Zoe Berri          | Manou Jue Cardoso     |
| Gremlins                   | Aaron LaPlante     | Tygo Gernandt         |

## Release
De film werd uitgebracht door Amazon Studios en ging in première op 14 januari 2022 op Prime Video.

## Ontvangst
De film ontving gemengd recensies van critici. Op Rotten Tomatoes heeft Hotel Transylvania: Transformania een waarde van 51% en een gemiddelde score van 5,20/10, gebaseerd op 75 recensies. Op Metacritic heeft de film een gemiddelde score van 46/100, gebaseerd op 15 recensies.